# دیک کلارک
دیک کلارک (به انگلیسی: Dick Clark) اجرا کننده برنامه های تلویزیونی بود که از سال ۱۹۷۲ تا ۲۰۰۶ هر ساله برنامه سال نو دیک کلارک را در میدان تایمز اسکوئر در نیویورک اجرا می کرد.